# 枪口爆震

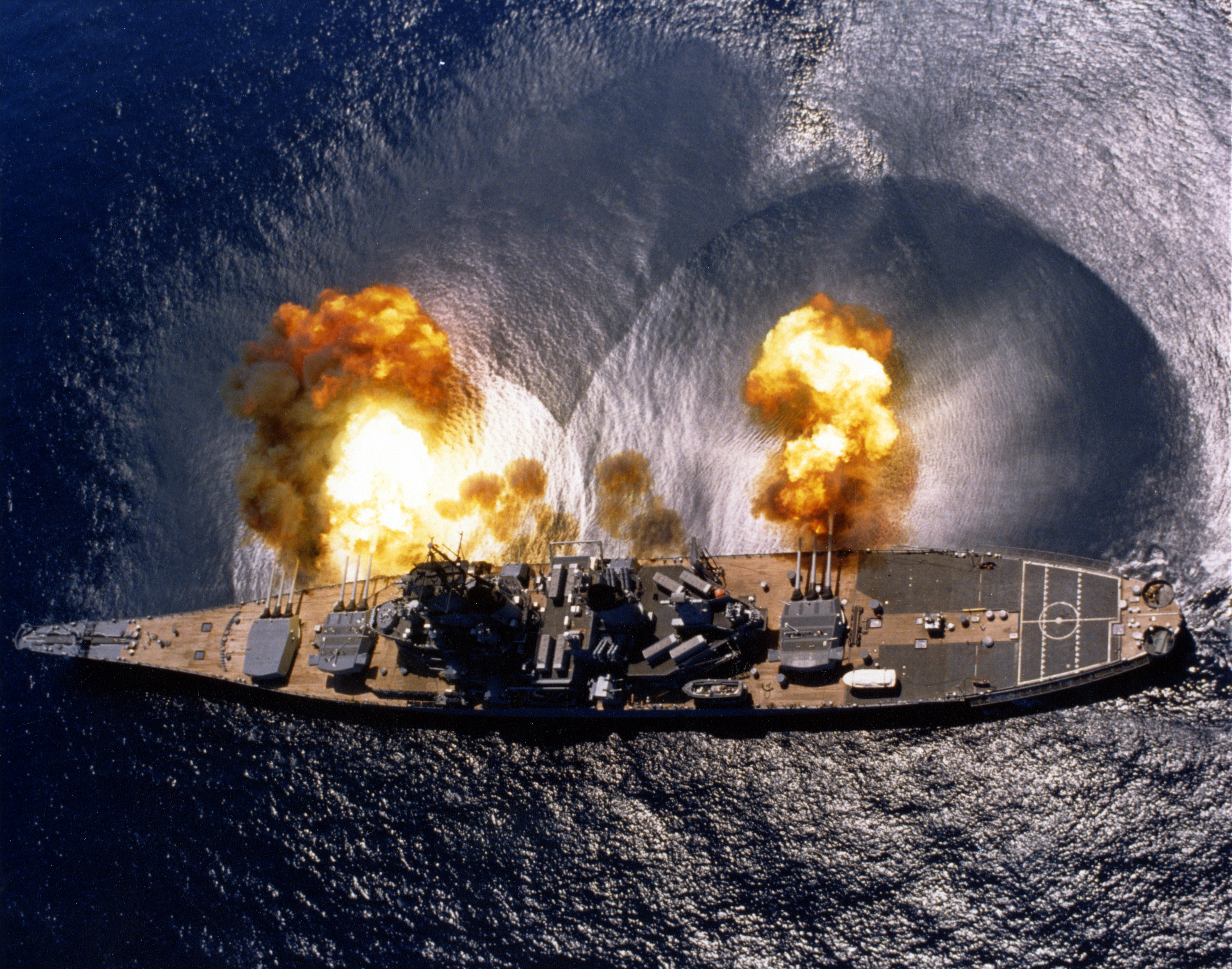
美国海军衣阿华号战列舰 (BB-61)于1984年7月1日在波多黎各别克斯岛附近海域的一次实弹演习中进行右舷舰炮齐射，其16英寸主炮产生的炮口爆震对周边水面施加的压力波十分明显可见。

枪口爆震（英語：muzzle blast），也称枪口冲击波或炮口爆震（如果口径大于20毫米），是指枪械（特别是火器）和火炮在射击时在枪口处产生的爆炸性纵波。一般来说，枪管越短，同规格弹药产生的枪口冲击波越强，特别是在推进药没有在枪膛内充分燃烧、膛压尚未达到压强峰值的情况下，还会因为残药喷离枪管后接触外部的新鲜空气而产生二次爆燃叠加在现有的冲击波之上。
在被射出的弹体离开枪管之前，弹体会向活塞一样将膛内由推进药燃烧产生的高压气体“堵”在后方，使得气体扮演一个封闭系统内的中性角色；但在弹体离开枪口的一刹那，这个保持气密的密封件消失，整个枪管突然变成了开放系统，膛内的高温高压气体也瞬间可以自由的向周边环境超音速扩散，在枪口前方产生一个甚至可以短暂距离内追上并使得弹体加速或偏转的高强度纵波（见过渡弹道）。这个“放气”压力波中频率能够被人的听觉系统感知的部分称作枪口爆响（muzzle report），也就是俗称的枪声（gunfire）；其余的部分则是能够传导钝力的次声波。枪口爆震产生的噪音响度通常可以对周边人员造成较为严重的听觉障碍（噪音性耳聋）并且可以让很远处的人员听到并判断出枪声来源；所产生的次声冲击波则可以通过震动损坏附近较为脆弱的物体。
除了压力波以外，枪口排气的能量还可以光能的形式释放，也就是俗称的枪口焰（muzzle flash）。

## 成分

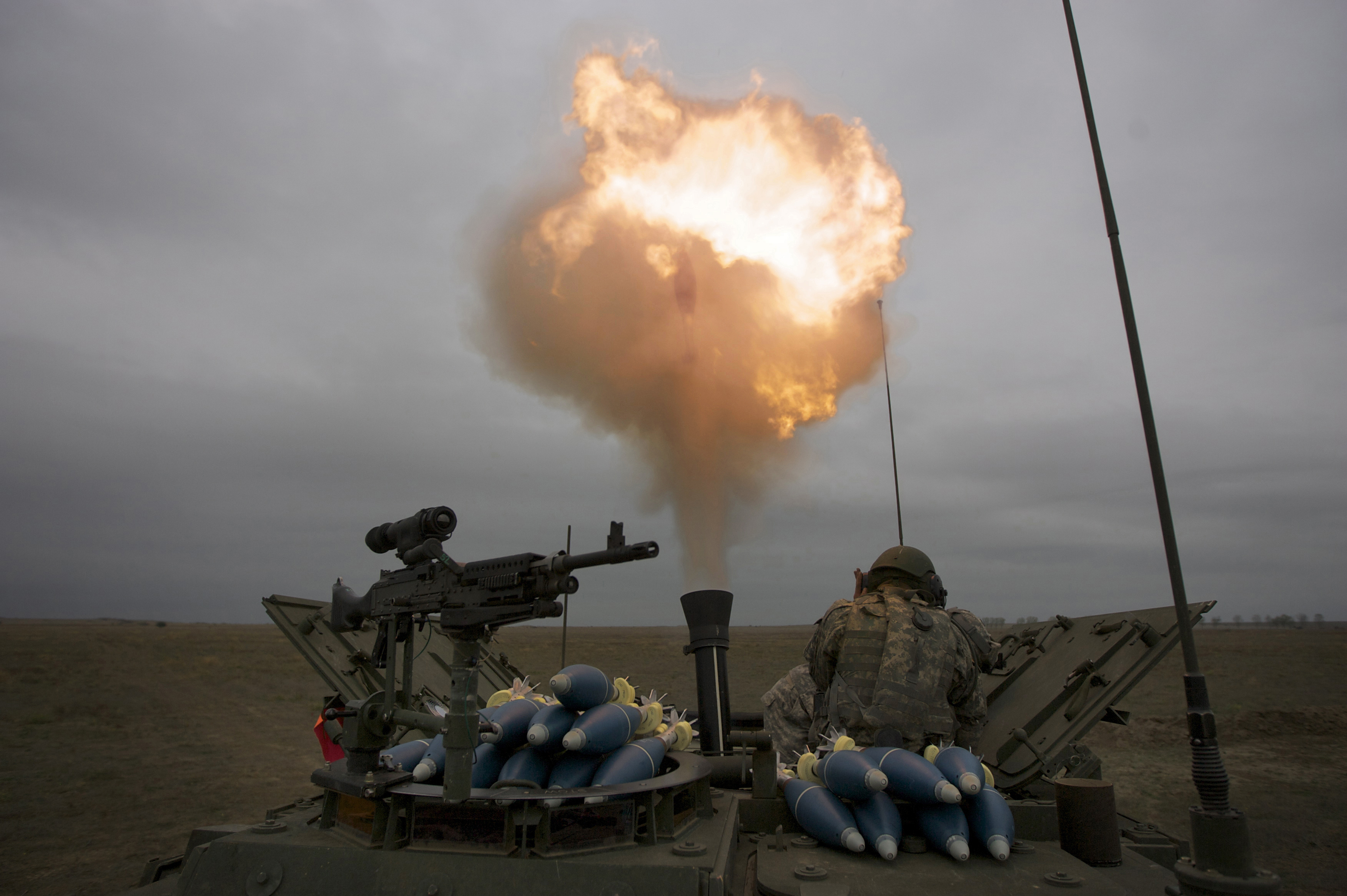
M1129迫击炮车中的美国陆军士兵在发射120毫米迫击炮时捂住耳朵并躬身低头，以防头部被枪口爆震波及造成耳聋和脑震荡

### 枪声
枪炮在射击时产生的声响主要有三个来源：
1. 机械结构（枪机）运作时各部件互相碰撞和摩擦产生的“乒乓”声；
2. 枪口爆响产生的“砰”声；
3. 超音速弹体在穿过空气飞行时产生音爆的如同甩鞭一般的“啪”声。

这三者中，枪机声因为响度通常较低基本上可以忽略不计；弹体音爆只在弹道周边的区域才较为明显；而枪口爆响的声压可以轻易超过140分贝，是三者中响度最高，因此是枪声的绝对主体。枪口爆响在近距离可以造成鼓膜破裂导致传导性耳聋，长期则可以引发不可逆转的感觉神经性耳聋。如果是枪口动能较高的火炮，噪音致聋的风险能延伸到距离炮口较远的位置，因此出于职业安全健康考量所有附近的人员都必须佩戴耳罩保全听力。
轻兵器可以使用消音器来降低枪口爆响的音量。其原理是使用一个内部拥有一系列障碍阻件的金属管将枪口排气束缚，将气体扩散的速度放缓，使其动能用更长的时间释放在更大面积上，从而因此减弱声能强度并达到降低音量的效果。其它枪口附件，比如枪口罩筒（muzzle shroud，也称blast shield），虽然不能减少声能，但是可以屏障向后方传播的大部分冲击波和声波，从而保护枪口后方的射手和人员。而枪口制退器这种主要用来降低后坐力的附件则反而会加重枪口侧面和后方的声能。

### 压力波
枪口爆震产生的高压冲击波虽然很大一部分是次声波，不能被人耳听到的，但仍可以产生能够被触觉感到的震动。与枪声一样，枪械可以使用消音器和枪口罩筒将这种压力波向后方的矢量屏障或反射向前，因而保护射手和后方人员不受到冲击。有些枪口附件，比如枪口助退器，则会用少量阻拦排气扩散的方式增加枪口爆震的局部压强，增加反冲压力从而辅助枪机的自动运作。但如果使用枪口制退器，会同枪声一样增强侧向的压力波矢量，使得枪械两侧的人员感受到的震动感加强。
火炮因为其膛压和枪口动能远高于步兵枪械，产生的冲击波强度可以影响到距离炮口很远的地方。因为大部分现代火炮为了抗衡后坐力都装有炮口制退器，导气角度的设计经常会大于90度角，而且通常会配以滑动式炮身设计，所以其冲击波可以波及枪口后方较长距离并对人员、器材和车辆并造成不可忽视的损毁。因此炮兵在射击时通常会预先回避到枪口横轴之后较远的地方，以降低遭受附带损害的风险。

## 后坐力

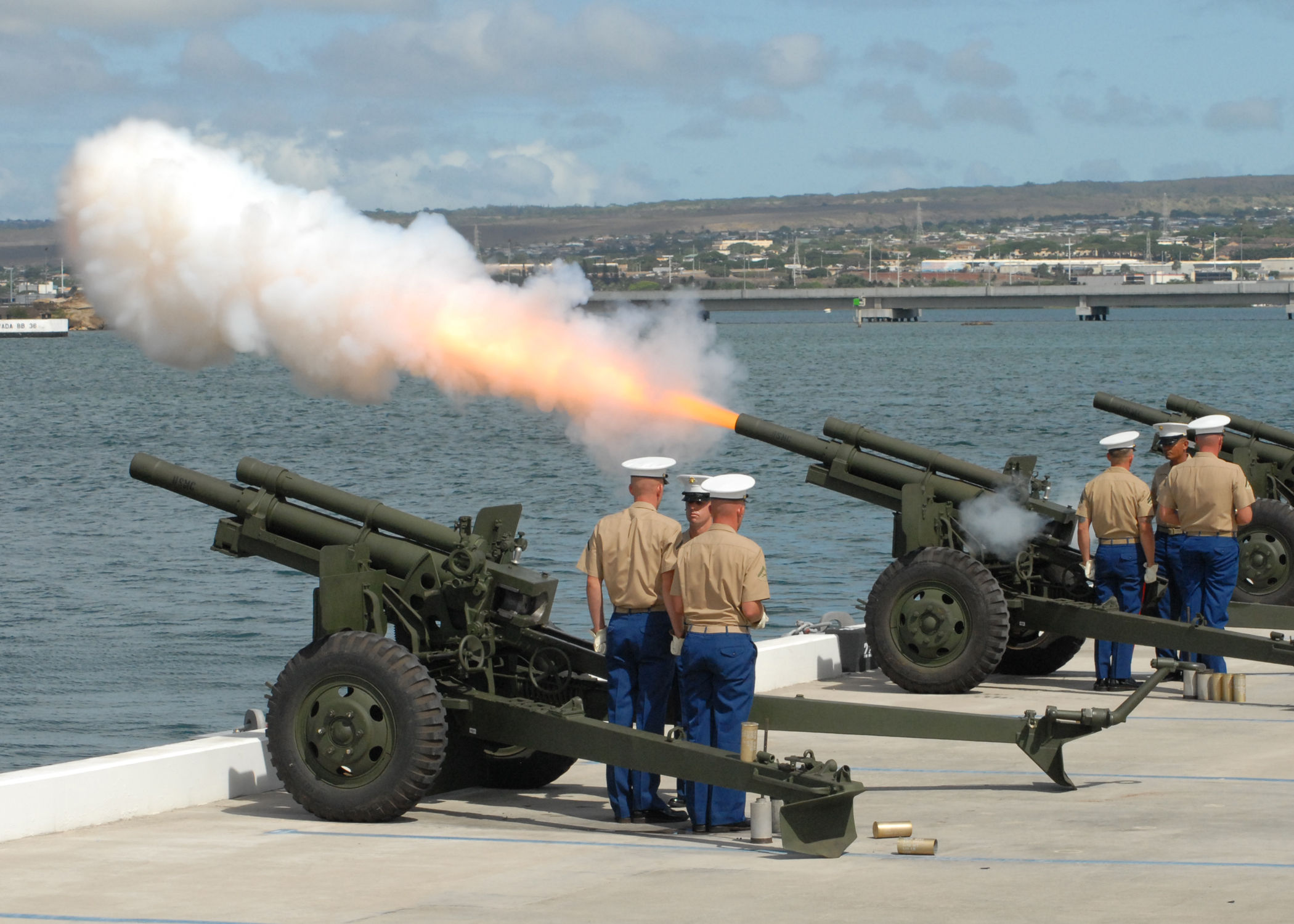
在不使用任何炮口附件的情况下，大部分爆震气体都向前方喷射

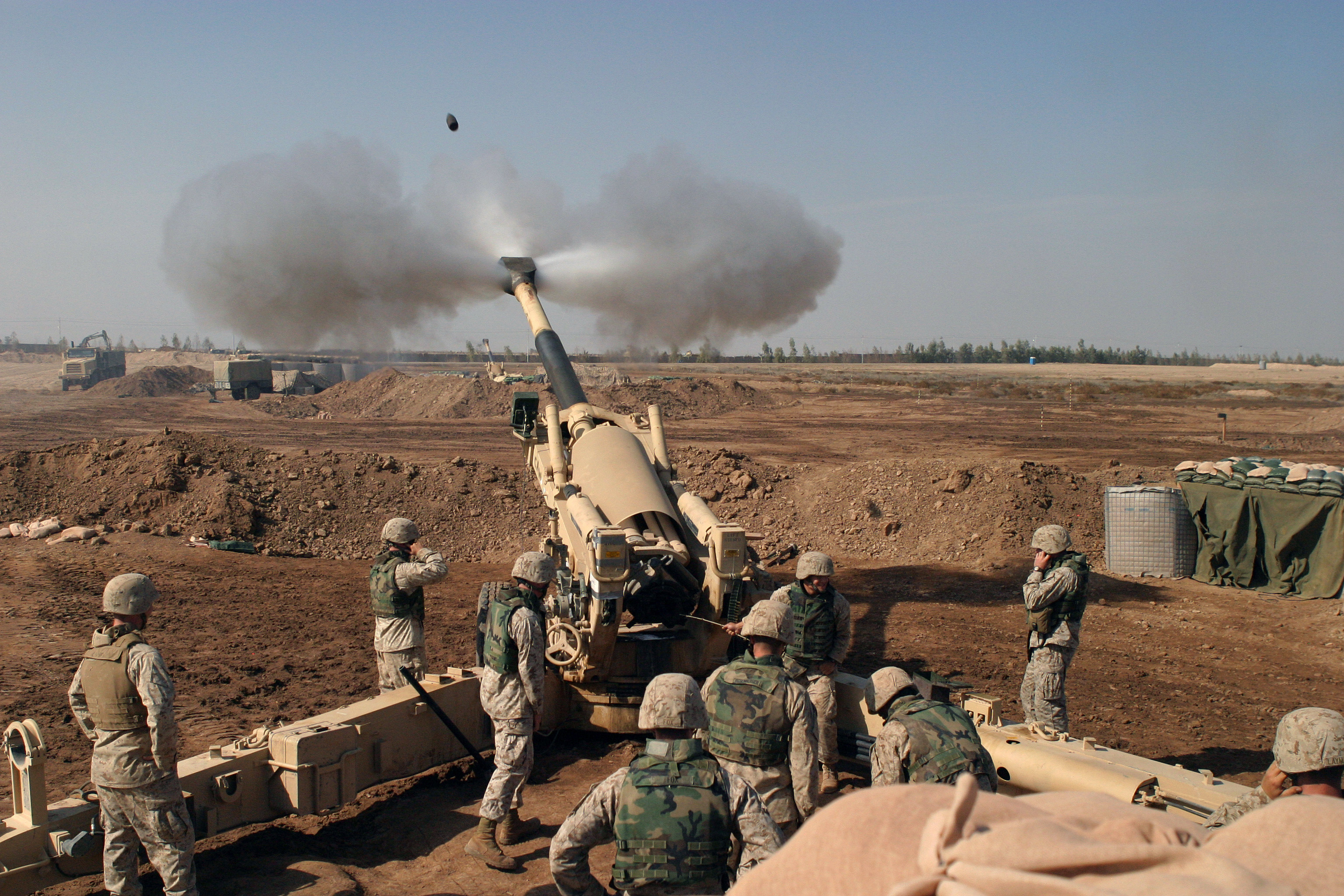
装配了炮口制退器后，大量爆震排气被导向侧面

在枪口平整（即“裸口”）的条件下，绝大部分枪口爆震产生的冲量都是指向正前方的矢量。而因为动量守恒，这也相应的会顺着枪膛轴线产生一个向后的反作用冲量，与喷射推进器的原理相似。这种枪口排气产生的反冲动量与枪身因为弹丸在枪管内加速运动产生的反向动量叠加的总和，就是通俗意义上的后坐力动量。
如果要大致计算，枪口排气可以假定有效出膛速度为{\displaystyle \alpha V_{0}}，而弹体的枪口初速可以定为{\displaystyle V_{0}}。后坐力的总动量{\displaystyle p_{e}}的数学公式就是：
{\displaystyle p_{e}=m_{p}V_{0}+m_{g}\alpha V_{0}\,}
其中{\displaystyle m_{g}\,}是推进药的质量，大致也等于枪口排气的质量。因为定装弹药的推进药通常自带氧化剂，在假设燃烧彻底的情况下，因为质量守恒，发射产生的膛内气体质量与装药量相等。系数{\displaystyle \alpha }取决于推进药，可以看做是个常数，通常在1.25和1.75之间，但也可能受到枪膛纵截面长宽比的一些影响。
虽然推进药的质量通常小于弹体，但是因为弹体出膛瞬间膛内气体释放的速度通常要快过弹速（因此才会产生过渡弹道），而且气体从被完全密封变换到高速膨胀之间的加速时间极短，远远少于弹体在枪膛内加速的时间，因此枪口喷气所产生的反冲力其实远远大于弹体，可以说枪口后坐力才是后坐力真正的主体。加上枪口喷气产生的反冲力是作用在枪管末端，距离枪身重心的力臂更长，力矩也更大，因此所产生的枪口上扬（muzzle rise）也更加明显。
使用枪口附件可以改变枪口排气的分布状态，因此也可以被用来改变枪口后坐力的强度。枪口制退器和后坐辅助器就是最明显的例子，利用排气口的反射面设计改变气体膨胀的方向，让大部分气体被导成侧喷，向前喷气的动量也被部分传递到枪管上而不是产生反冲推力。现在市面上的大部分制退器设计宣称可以将主观感觉到的后坐力降低40～60％。如果使用对称的导气设计，侧喷的矢量会互相抵消；如果采用上方开口，则可以产生向下的推力抗衡枪口上扬。消音器也可以显著降低后坐力，但是采用的物理原理完全不同——消音器本身会束缚任何侧向的气体膨胀，最终是完全向着前方排气，但消音器内部的阻件却会显著增长排气所花费的时间。因为冲量是力在时间上的累积（公式：{\displaystyle {\mathit {J}}={\text{F}}\cdot \Delta t}），因此在冲量不变的情况下，产生的力和所需的时间成反比，增加时间就可以降低后坐力。

## 搜索

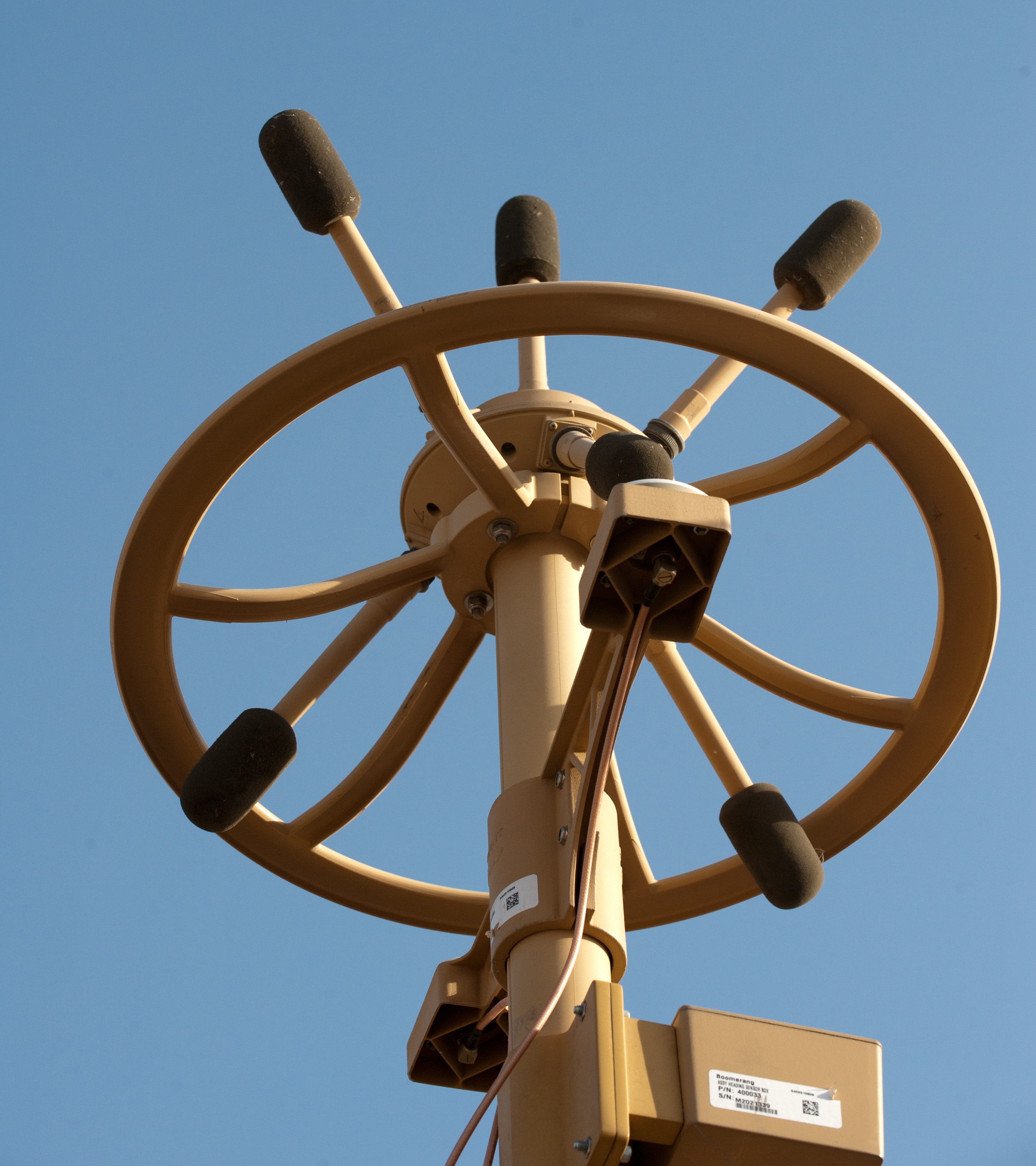
英国陆军在阿富汗战争中使用的“回旋镖3”枪声定位器

在进行平射时，因为枪口距离地面的高度较低，所产生的冲击波可以吹动周边植被晃动并将细小的土壤颗粒掀起，产生远处可见的尘雾。如果是枪口动能较高的大口径枪械和火炮则更为严重。这在实战情况下很容易让敌方的观测手发现，因而暴露己方射手和炮兵的位置，使其被锁定并遭受报复性打击。常见的应对手段很多，包括使用导气口向斜上方排气的制退器以避免波及地面、将周围地面的土壤浇湿（湿土不太容易被吹起）、或者将炮口隐蔽在苫布帐篷下方来掩盖住可能扬起的尘土。
枪声定位器（gunfire locator）是一种遥感系统，用话筒发现枪声并进行三角测量，从而计算出声波源头（枪械）的准确位置。这种遥感装置可以在几秒钟时间内锁定枪手位置，99％的户外情况下精准范围可以达到10（33英尺）以内。在美国，执法机构常常在都市中的高犯罪率区域安装这种仪器，让签派员在枪击事件发生的很短时间内就可以迅速指派警力到达现场。在阿富汗战争和伊拉克战争中，西方军队也在军用车辆上和据点周围布置这种仪器以便迅速锁定打冷枪的游击队和狙击手的位置。